# Streptanthus oliganthus
Streptanthus oliganthus là một loài thực vật có hoa trong họ Cải. Loài này được Rollins miêu tả khoa học đầu tiên năm 1946.